# بوروتین (ناحیه بلانسکو)
بوروتین (به چکی: Borotín) یک منطقهٔ مسکونی در جمهوری چک است که در ناحیه بلانسکو واقع شده است. بوروتین ۷٫۶۲ کیلومتر مربع مساحت و ۴۲۴ نفر جمعیت دارد و ۴۲۰ متر بالاتر از سطح دریا واقع شده است.